# Risikofreude

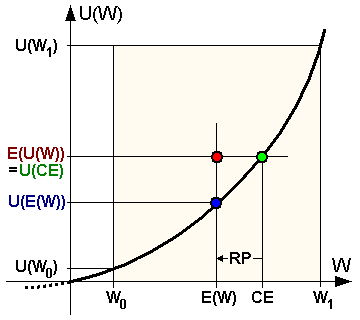
Nutzenfunktion eines risikoaffinen (risikofreudigen) Marktteilnehmers
CE – Sicherheitsäquivalent; E(U(W)) – Erwartungswert des Nutzens (erwarteter Nutzen) der unsicheren Auszahlung; E(W) – Erwartungswert der unsicheren Auszahlung; U(CE) – Nutzen des Sicherheitsäquivalents; U(E(W)) – Nutzen des Erwartungswerts der unsicheren Auszahlung; U(W_{0}) – Nutzen der minimalen Auszahlung; U(W_{1}) – Nutzen der maximalen Auszahlung; W_{0} – Minimale Auszahlung; W_{1} – Maximale Auszahlung; RP – Risikoprämie

Risikoaffinität (Risikofreude bzw. Risikosympathie) bezeichnet in der Entscheidungstheorie die Eigenschaft eines Marktteilnehmers oder Entscheidungsträgers (z. B. eines Investors), bei der Wahl zwischen mehreren Alternativen gleichen Erwartungswerts stets die Alternativen mit dem größeren Risiko hinsichtlich des Ergebnisses – und damit auch dem höchstmöglichen Gewinn – zu bevorzugen. Das Gegenteil zur Risikofreude ist die Risikoaversion, dazwischen liegt die Risikoneutralität.

## Allgemeines
Die Begriffe Risikofreude, Risikoaversion und die dazwischen liegende Risikoneutralität treffen eine Aussage über die Risikobereitschaft eines Risikoträgers. Diese Risikobereitschaft ist in wichtigen Fachgebieten von ausschlaggebender Bedeutung. So müssen Kreditinstitute bei der Anlageberatung vor der Abgabe einer Empfehlung die Risikobereitschaft des Anlegers erfragen, es sei denn, diese ist ihr aus einer langjährigen Geschäftsbeziehung oder dem bisherigen Anlageverhalten des Anlegers bereits bekannt. Bei Privatanlegern ist die Risikobereitschaft in der Geeignetheitserklärung zu berücksichtigen (§ 64 Abs. 4 WpHG). Auch bei allen übrigen Entscheidungsträgern wie Unternehmern, Managern, Führungskräften oder Privathaushalten spielt die Risikoeinstellung bei Entscheidungen die bedeutendste Rolle.

## Formale Definition
Risikoaffinität korrespondiert visuell damit, dass der Funktionsgraph der individuellen Nutzenfunktion {\displaystyle u(w)} des Marktteilnehmers linksgekrümmt bzw. konvex ist (siehe Abbildung), es sich also um eine Funktion mit steigendem Grenznutzen {\displaystyle u'(w)} handelt: Die Aussicht auf mögliche Vermögensgewinne wiegt bei der Entscheidungsfindung schwerer als das Risiko möglicher Vermögensverluste.
Oder wie André Kostolany es einmal formulierte: Ein „Haussetrottel verträgt eher Verluste, wenn die Börse zurückgeht, als versäumte Gewinne, wenn sie steigt und er nicht dabei ist.“ … „Eine Aktie kann schließlich um 1000 oder auch 10000 Prozent steigen, aber nur um maximal 100 Prozent fallen.“
Dementsprechend wird ein Marktteilnehmer risikoliebend bzw. risikoaffin genannt, wenn für eine Auszahlung in unsicherer Höhe {\displaystyle w} stets folgende Beziehungen gelten:
{\displaystyle E(u(w))>u(E(w))\ \quad {\text{bzw.}}\quad CE>E(w)}.
Der erwartete Nutzen {\displaystyle E(u)} aus der Auszahlung {\displaystyle w} ist größer als der Nutzen {\displaystyle u} aus der erwarteten Auszahlung {\displaystyle E(w)}.
Der Grad der Risikoscheu oder Risikofreude eines Marktteilnehmers kann mit dem Arrow/Pratt-Maß der absoluten Risikoaversion
{\displaystyle ARA(w)=-{\frac {u''(w)}{u'(w)}}}
quantifiziert werden, das im Fall der Risikoaffinität des Marktteilnehmers stets negativ ist. Gleiches gilt, wie schon eingangs erwähnt, für die Differenz der zu erwartenden unsicheren Auszahlung {\displaystyle E(w)} und ihres Sicherheitsäquivalents {\displaystyle CE}, die sogenannte Risikoprämie {\displaystyle RP}: Auch sie ist im Fall eines risikoaffinen Marktteilnehmers stets negativ. Dementsprechend gilt außerdem:
{\displaystyle E(u(w))=u(CE)=u(E(w)-RP)=u(E(w)+|RP|)}.
Weitere Formen der Risikoeinstellung sind:
Risikoaversion bzw. Risikoscheu: 
{\displaystyle E(u(w))<u(E(w))\ }
und
Risikoneutralität: 
{\displaystyle E(u(w))=u(E(w))\ }.

## Beispiele
- Ein Investor hat die Wahl zwischen einem sicheren Ertrag von 100 Euro und einer Lotterie, die mit einer Wahrscheinlichkeit von 50 % einen Gewinn von 0 Euro und mit einer Wahrscheinlichkeit von 50 % einen Gewinn von 200 Euro auszahlt. Und obwohl die erwartete Auszahlung der Lotterie damit im Durchschnitt auch nicht mehr als 100 Euro beträgt, ist der risikofreudige Marktteilnehmer gleichwohl bereit, sich an ihr zu beteiligen, selbst wenn er für die Chance eines höheren Gewinns auch mehr investieren muss als für den sicheren Ertrag.
- Ein Konsument hat die Wahl zwischen einem „altbewährten“ und einem neuen Produkt, das mit einer Wahrscheinlichkeit von 50 % besser und mit einer Wahrscheinlichkeit von 50 % schlechter als das bisherige Produkt ist. Ist der Preis beider Produkte gleich, zieht der risikofreudige Konsument das neue Produkt vor – das alte zu kaufen ist er allenfalls dann bereit, wenn er für den Verzicht auf die Chance, ein besseres Produkt als das bisherige zu erhalten, durch einen Preisnachlass (in diesem Fall eine negative Risikoprämie) entschädigt wird.

## Praktische Bedeutung
In der Entscheidungstheorie wird für gewöhnlich davon ausgegangen, dass Investoren unter normalen Umständen risikoscheu sind und für eingegangene Risiken eine entsprechende Risikoprämie erwarten. Andererseits ist zu beobachten, dass viele Menschen regelmäßig Lotto spielen, obwohl die im Durchschnitt zu erwartende Auszahlung (Gewinn minus Preis eines Lottoscheines) negativ, also für gewöhnlich mit einem Verlust (seitens des Lottospielers) zu rechnen ist. Erklären lässt sich dies u. a. dadurch, dass die Nutzenfunktion eines realen Marktteilnehmers in der Regel sowohl konkave wie konvexe Abschnitte aufweist, derselbe Marktteilnehmer also etwa, solange es sich um hohe Vermögenswerte handelt, risikoscheu agiert, bei niedrigen „Spieleinsätzen“ dagegen risikoliebend. Hinzu kommt, dass Lottospieler dem hohen, wenn auch sehr unwahrscheinlichen Gewinn für gewöhnlich einen solch hohen subjektiven Nutzen {\displaystyle u(w_{1})} zuschreiben, dass der durchschnittlich zu erwartende Nutzen
{\displaystyle E(u(w))=u(w_{0})\cdot p(w_{0})+u(w_{1})\cdot p(w_{1})}
damit dennoch stets größer bleibt als der Nutzen {\displaystyle u} der (bei Lotterien ja regelmäßig negativen) durchschnittlich zu erwartenden Auszahlung {\displaystyle E(w)}.

## Wirtschaftliche Aspekte
Risikofreudige Marktteilnehmer bevorzugen also einen möglichst hohen Gewinn, auch wenn dieser dadurch unsicher wird. Das bedeutet insbesondere, dass das Sicherheitsäquivalent (CE, englisch certainty equivalent) des Marktteilnehmers, also derjenige sichere Betrag, der dem Marktteilnehmer gleich viel wert ist wie die statistisch zu erwartende unsichere Auszahlung, dabei stets größer ist als diese Auszahlung selbst, die als Differenz zwischen unsicherer und sicherer Auszahlung definierte sogenannte Risikoprämie (RP, englisch risk premium) also in diesem Fall stets negativ wird.
Die Risikoprämie hängt unmittelbar mit der Risikoeinstellung eines Entscheidungsträgers zusammen. Der Risikoprämie {\displaystyle RP} können somit folgende Risikoeinstellungen zugeordnet werden:
{\displaystyle RP=0} risikoneutral,
{\displaystyle RP>0} risikoscheu,
{\displaystyle RP<0} risikofreudig.
Eine risikolose Anlage hat eine Standardabweichung von null, eine Korrelation von null mit allen anderen risikobehafteten Anlageformen und bietet eine risikolose Rendite. Risikoneutrale Anleger erwarten eine Rendite in Höhe des risikolosen Zinssatzes, weil sie keine Risikoprämie einfordern und dem Risiko einen Disnutzen zuordnen. Risikoscheue Anleger bevorzugen dagegen Anlagen, bei denen sie eine Risikoprämie zahlen. Risikofreudige Anleger wiederum erhalten sogar vom Kontrahenten eine Risikoprämie. Für das systematische Risiko gibt es eine Risikoprämie, weil der Anleger diesem Risiko durch Risikodiversifizierung nicht entgehen kann. Da beim unsystematischen Risiko die Marktteilnehmer durch geschickte Risikodiversifizierung ihr Portfolio optimieren können, wird hier keine Risikoprämie vergütet.